# باشگاه ورزشی خیطان کویت
باشگاه ورزشی خیطان (به عربی: نادی خیطان الریاضی) یک باشگاه فوتبال از کویت است که در شهر خیطان قرار دارد.
این باشگاه یک بار در سال ۲۰۱۱ به مقام نایب قهرمانی در مسابقات جام ولیعهد کویت رسیده است و هم چنین سابقهٔ قهرمانی در لیگ دسته اول کویت را نیز دارد.

## بازیکنان برجسته پیشین
- ولید علی

## مربیان پیشین
- زوران جورجویچ